# Iridoteuthis maoria
Iridoteuthis maoria is een dwerginktvis die voorkomt in het zuidwestelijke deel van de Grote Oceaan. De soort wordt aangetroffen in Straat Cook, Chatham Rise aan Noordereiland (Nieuw-Zeeland). De soort werd ook waargenomen aan de Nazca en Sala y Gómez onderzeeruggen in het oosten van de Grote Oceaan.
I. maoria heeft zeer grote ogen en uitpuilende vinnen. De lengte van de mantel en het hoofd met uitzondering van de tentakels is 38 mm en de breedte met inbegrip van de vinnen is 36 mm.
Het soorttype is gevonden voor de kust van Nieuw-Zeeland en is in het bezit van het National Museum of New Zealand in Wellington.
I. maoria zou ook kunnen behoren tot het geslacht Stoloteuthis.